# Plumtree (Nottinghamshire)
Pour les articles homonymes, voir Plumtree.
 (janvier 2024).

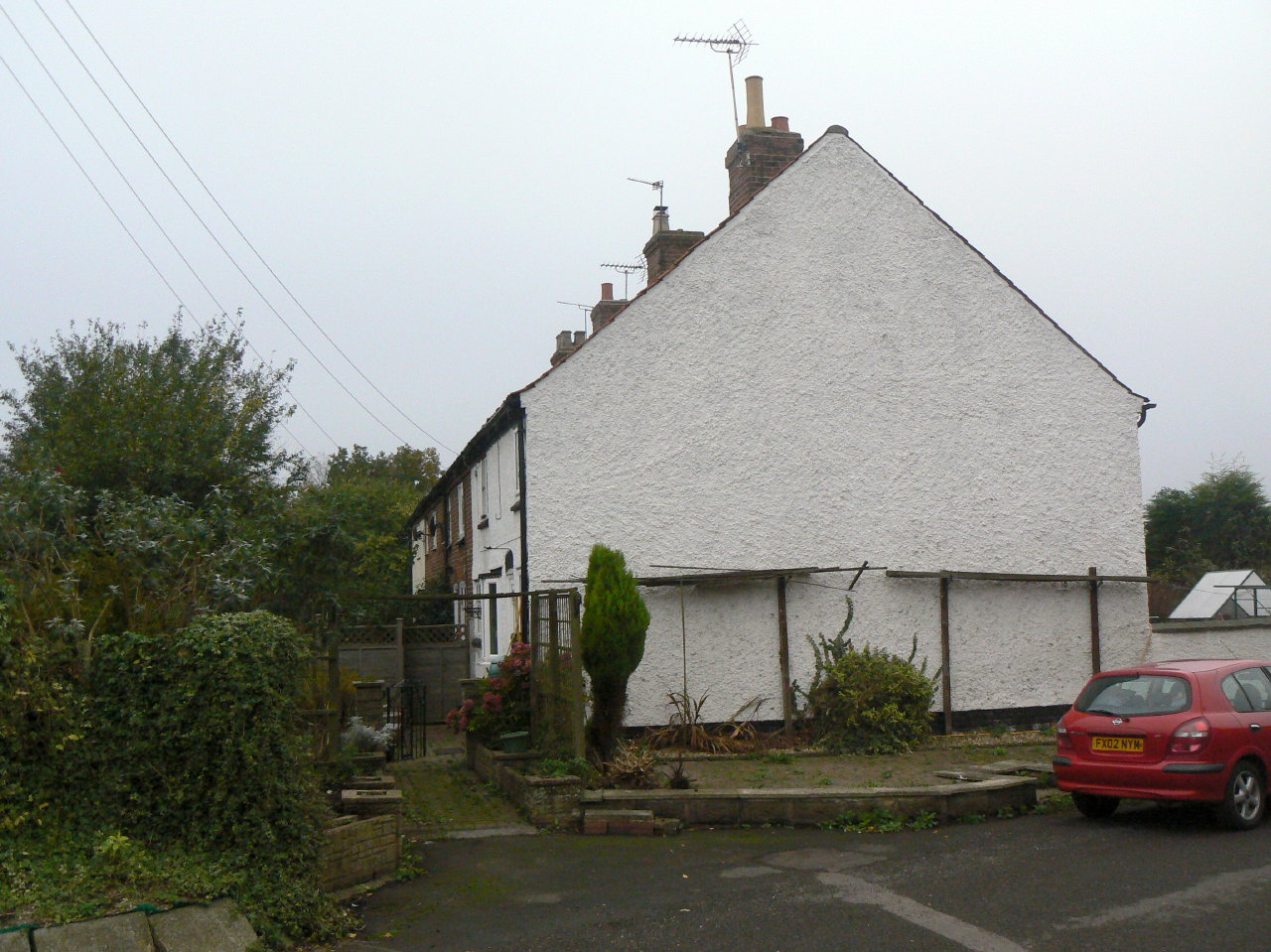

Plumtree est un village du Nottinghamshire, en Angleterre.